# Annika Bäckström
Annika Bäckström, född Kreuger den 11 december 1927 i Karlskrona, död den 26 september 2022 i Uppsala, var en svensk översättare. Från ryska har hon översatt bland annat Marina Tsvetajeva och nobelpristagaren Joseph Brodsky.
Hon var dotter till adjunkten Olof Kreuger och Brajal Nordenström och var sedan 1951 gift med författaren Lars Bäckström (1925–2006). Makarna Bäckström är begravda på Uppsala gamla kyrkogård.

### Skrifter
- Vadim Sidur: skulpturer och mutationer (tillsammans med Lars Bäckström) (Carlsson, 1989)
- Alldeles rysk: minnen, introduktioner och översättningar, resebrev (Sober, 1997)

### Översättningar
- Irja Hiiva: Hemifrån (Iz domu) (PAN/Norstedt, 1977)
- Marina Tsvetajeva: Min ryska barndom: prosatexter (Tiden, 1981)
- Sasja Sokolov: Skola för dårar (Škola dlja durakov) (AWE/Geber, 1984)
- Joseph Brodsky: Historien, som nedan skall berättas och andra dikter (översatt tillsammans med Hans Björkegren) (Wahlström & Widstrand, 1984)
- Marina Tsvetajeva: Med gröna ögon: dikter (FIB:s lyrikklubb, 1986). 2., utvidgade uppl. Akvilon, 2010
- Jevgenij Jevtusjenko: Fukú! och andra dikter (Fukú) (Gedin, 1987)
- Irja Hiiva: Förvisningen (Sahlgren, 1988)
- Tatjana Tolstaja: Från en gyllene förstutrapp: berättelser (Na zolotom krylʹce sideli) (Tiden, 1990)
- Marina Tsvetajeva: Råttfångaren (Krysolov) (Renässans, 1992)
- Konstantin Motjulskij: Vladimir Solovjov: liv och lära (översättning av Gabriella Oxenstierna, dikterna översatta av Annika Bäckström (Artos, 1997)
- Rimma Markova: Fönstret (Megilla, 2001)
- Gennadij Ajgi: Bugning för sången: dikter (Poklon-peniju) (Ariel/Ellerström, 2002)
- Fältens ögon: en tjuvasjisk antologi (sammanställd av Gennadij Ajgi, översatt från ryskan) (Ariel skrifter, 2004)
- Gennadij Ajgi: Samtal på avstånd: essäer, intervjuer, dikter (översättning av Annika Bäckström, Mikael Nydahl, Gunnar Wærness) (Ariel, 2008)
- Eva Lisina (Ева Николаевна Лисина): Sånger från nedre Tjuvasjien (översättning och sammanställning av Annika Bäckström och Mikael Nydahl, Ariel förlag, 2017) ISBN 978-91-87605-33-8
- Aleksandr Pusjkin: Hjärtat och andra dikter (Ellerströms Lilla serien, 2018) ISBN 9789172475250

## Priser och utmärkelser
- 2005 – Hedersdoktor vid Uppsala universitet [7]
- 2012 – Pusjkinmedaljen [8]